# Phayrelangoer
De phayrelangoer (Trachypithecus phayrei)  is een zoogdier uit de familie van de apen van de Oude Wereld (Cercopithecidae). De wetenschappelijke naam van de soort werd voor het eerst geldig gepubliceerd door Blyth in 1847.

## Voorkomen
De soort komt voor in Oost-Bangladesh, Noordoost-India en Noord-Myanmar.